# Swear (The Walking Dead)
"Swear" é o sexto episódio da sétima temporada da série de televisão de terror pós-apocalíptico The Walking Dead. Foi originalmente exibido pelo canal de televisão AMC nos Estados Unidos em 27 de novembro de 2016, e no Brasil, no canal Fox Brasil. O episódio foi escrito por David Leslie Johnson e dirigido por Michael E. Satrazemis.
O episódio é inteiramente focado em Tara Chambler, que descobre uma nova comunidade de sobreviventes, formada apenas por mulheres, chamada Oceanside. Tara e Heath, que estão em seus dias finais após uma busca por suprimentos, são separados após enfrentarem uma horda de zumbis em uma ponte, com Tara caindo em um rio e Heath desaparecendo. Novas personagens são incluídas na história, todas pertencentes à comunidade de Oceanside. Suas regras, localização e configuração são diferentes de tudo o que foi visto antes.
Este é o 14º episódio em que Rick Grimes, protagonista principal da série, não faz uma aparição, sendo também o 5º episódio em que Rick não é sequer mencionado. É, ainda, a primeira vez em que a praia e o mar tem sido visto na série de televisão The Walking Dead.

## Enredo
Uma jovem, Rachel (Mimi Kirkland) mata um walker na praia. Ela percebe outro corpo e, supondo que seja um outro walker, se prepara para também matá-lo. Sua companheira mais velha, Cyndie (Sydney Park), impede Rachel, percebendo que o corpo da pessoa é, na verdade, de uma mulher, que ainda está viva, mas inconsciente. Rachel lembra a Cyndie que elas devem matar todos os estranhos que encontram, mas Cyndie persuade Rachel a poupar a vida da mulher. Cyndie arrasta o corpo da mulher pela praia.
Em um flashback, Heath (Corey Hawkins) e Tara Chambler (Alanna Masterson) comem no RV no final de uma missão de busca de suprimentos de duas semanas. Heath propõe voltar para Alexandria, mas Tara insiste que eles devem continuar buscando por munição e remédios. Heath lamenta ter matado os Salvadores na estação de satélite. Ele desabafa dizendo que antes do grupo de Tara chegar à Alexandria eles viviam bem e seguros, e que coisas ruins só começaram a aparecer após a chegada de seu grupo. Tara discorda de Heath, alegando que cedo ou tarde eles teriam que enfrentar a nova realidade do mundo. Heath relutantemente concorda em estender por mais um dia a busca por suprimentos antes de voltar para casa.
Em seu quarto, Cyndie encerra sua leitura e olha para o relógio. Ela retorna à praia e encontra a mulher - que se trata de Tara - adormecida no esconderijo onde ela a deixou. Ela deixa água, peixe e uma lança ao lado de Tara, e então se afasta. Tara, que só fingia dormir, segue Cyndie até o bosque. Ela vê Cyndie entrar através de uma entrada secreta para uma aldeia movimentada, que é habitada por um grande grupo de mulheres. As mulheres estão bastante concentradas em várias atividades, que vão desde a lavagem de roupas até vigilância e conversas. Tara, que entra na aldeia e se coloca por trás de uma casa, observa as mulheres e suas atividades. De repente, as meninas mais velhas e as mulheres adultas começam a se armar e organizarem-se. Enquanto Tara está atrás da casa, as mulheres disparam vários tiros contra ela. Ela foge dos tiros, até que uma mulher se vira para ela e lhe aponta uma arma. Tara consegue dominar a situação e toma a arma da mulher, mas não lhe mata, batendo-lhe na cabeça e deixando-a apenas inconsciente. Rapidamente ela é cercada pelas outras mulheres, que lhe apontam suas armas. Rachel se coloca na frente de Tara e está prestes a atirar nela quando Cyndie intervém novamente. A líder do grupo, Natania (Deborah May), dá ordens para Cyndie se afastar de Tara.
Em um flashback, Heath e Tara cautelosamente andam em uma ponte barricada bloqueada com contentores de carga, carros e lonas. Eles se deparam com uma grande pilha de areia. Tara puxa um saco de lona alojado no sedimento. Heath tenta detê-la, mas é tarde demais: o montículo cai, liberando um rebanho de walkers que estava preso dentro. Os walkers atacam Tara e Heath. Enquanto Tara cai, Heath parece querer abandoná-la para morrer.
No presente, Tara está em uma sala algemada em um radiador. Natania entra na sala, acompanhada por Beatrice (Briana Venskus) - a mulher que Tara deixou inconsciente - e Kathy (Nicole Barré). As três mulheres começam a interrogar Tara sobre seu passado. Tara mente e não diz nada sobre Alexandria quando perguntada de onde ela é. Em vez disso, ela conta ser de Atlanta. Tara mente que estava viajando com um amigo que tinha trabalhado com ela em um barco de pesca, e que caiu de uma ponte depois que eles foram atacados por walkers. Natania afirma que elas seguem uma regra rígida de matar toda pessoa estranha que aparece pelas redondezas, mas que elas não fizeram isso com Tara porque sua neta (Cyndie) se colocou em sua frente, e também por Tara ter poupado a vida de Beatrice. Tara se oferece para deixar a aldeia sem maiores problemas, e promete não voltar mais ali. Entretanto, Natania está preocupada porque Tara sabe demais.
Naquela noite, Natania convida Tara para jantar com ela, Cyndie, Kathy e Beatrice. Elas removem as algemas de Tara na mesa do jantar. Durante o jantar, Natania convida Tara e seu amigo para residir em sua aldeia para garantir que eles nunca revelem a localização do assentamento a ninguém. Ela elogia Tara, dizendo-lhe que ela é uma boa atiradora, que suas habilidades podem ser bem utilizadas pelas mulheres e que Tara tem um bom coração. Tara observa que não há homens no assentamento. Natania explica que todos os homens foram mortos em uma emboscada de outro grupo, e que entre as vítimas estavam seu neto, irmão de Cyndie, e sua filha, mãe de Cyndie. Ela continua dizendo que, após o acontecido, as mulheres seriam obrigadas por este grupo a trabalhar para eles, mas decidiram fugir em uma noite, sem chamar atenção, e desde então vivem isoladas naquele lugar, escondidas de qualquer outro sobrevivente. Tara confessa que ela vem de uma comunidade, que matou um grupo ameaçador em uma antiga estação de satélites, para que pudessem ficar vivos. Ela sugere que seus grupos se juntem. Natania concorda em enviar um guia com Tara para encontrar Heath e se encontrar com sua comunidade.
No dia seguinte, Tara deixa o assentamento com Kathy e Beatrice. Quando ela passa um grupo de mulheres e crianças nas mesas ao ar livre, Rachel cospe aos pés de Tara, e Tara reage mostrando-lhe um gesto ofensivo. No bosque, após se afastarem de Oceanside, Tara percebe o plano real vindo das mulheres: Kathy e Beatrice irão matá-la. Quando um walker aparece, Tara se voluntaria para matá-lo e aproveita a oportunidade para fugir. Ela se esconde em um barrando e consegue despistar Kathy. No entanto, ao continuar a fuga, Tara é alcançada por Beatrice e as duas travam uma luta corporal, com Beatrice ganhando vantagem e colocando a mira de sua arma sob Tara. Tara defende-se dizendo que tem que voltar para seus amigos, mas Beatrice diz que é tarde demais, assegurando a Tara que seus amigos estão mortos. Ela revela a Tara que Oceanside conhece os Salvadores, e que os Salvadores na estação de satélites eram apenas uma pequena fração de sua força, já que a estação de satélite era apenas um dos muitos postos avançados dos Salvadores. Beatrice lhe conta que foram os Salvadores que mataram todos os homens e meninos com mais de 10 anos de sua aldeia, colocando-os enfileirados um ao lado do outro e atirando em suas cabeças. Ela diz que sente muito pelo que irá fazer, mas deve matar Tara para manter o segredo da localização de sua comunidade. Antes que Beatrice possa apertar o gatilho, Cyndie aparece e a joga no chão, gritando para que Tara corra e se salve.
Cyndie alcança Tara e faz-la jurar que vai manter a localização de seu assentamento em segredo, o que Tara concorda. Cyndie dá a Tara uma mochila com comida e água e se oferece para levá-la até a ponte onde ela viu Heath pela última vez. Cyndie acompanha Tara até a ponte e se recusa a partir até Tara atravesse em segurança. Quando Tara faz o seu caminho através da ponte, um grupo de walkers emerge de trás de uma lona. Cyndie mata-os com seu rifle enquanto Tara procura Heath, mas é incapaz de encontrá-lo.
Em um flashback, Tara é cercada por walkers saindo da areia. Parece que não há esperança de fuga, quando Heath, de repente, promove tiros para salvá-la, afinal, ele não a abandonou. Vendo Heath tornar-se cercado por walkers com sua arma já sem balas, Tara tenta ajudá-lo, mas acaba tendo que lutar com walkers que também lhe cercam. Heath insiste que Tara fuja, mas ela se recusa. "Nós estamos nisso juntos!", ela grita, antes de ser empurrada pelos walkers e cair da ponte.
No presente, Tara seguramente atravessa a ponte. Ela encontra os óculos quebrados de Heath e algumas trilhas de pneus na sujeira, indicando que ele conseguiu escapar. Ela pega um crachá que diz "PPP" e coloca em seu bolso. Tara volta a Alexandria a pé. Ela acampa em uma loja de presentes e come o alimento que Cyndie lhe deu, levando consigo o boneco de um médico, com a intenção de presentear Denise (Merritt Wever) - sem saber que ela está morta. Ao chegar em Alexandria, Tara é recebida por Eugene, que a cumprimenta com uma expressão infeliz. A expressão no rosto de Tara muda quando ela percebe que algo está terrivelmente errado e logo ela descobre sobre as mortes de seus amigos (Glenn e Abraham) e de sua namorada, Denise.
Na enfermaria, Tara está desanimada com a notícia da morte de Denise. Determinada a buscar vingança contra os Salvadores, Rosita pergunta a Tara se ela tem alguma pista sobre armas ou munição. Tara mantém sua palavra a Cyndie e diz a Rosita que ela não encontrou nada durante sua missão.

## Recepção

### Crítica
"Swear" recebeu críticas negativas dos críticos. O Rotten Tomatoes, que detém 59% de média de classificação, deu ao episódio uma pontuação de 6,4 pontos de 10, baseado em 27 opiniões. O consenso do site diz: "Embora o foco em um personagem secundário muitas vezes deixe "Swear" no sentido de uma diversão, a descoberta - e o perigo iminente - de uma nova comunidade é um desenvolvimento refrescante.  É atualmente o episódio de valor mais baixo, com uma classificação de 5,8, desde o episódio Last Day on Earth, que tem uma classificação de 6,2 na sexta temporada.

### Classificações
O episódio recebeu uma classificação de 4,9 pontos na faixa demográfica 18-49 anos de idade, com 10,40 milhões total de telespectadores. É atualmente a mais baixa audiência da série desde Hounded, na terceira temporada.